# Shelbourne United
Der Shelbourne United Football Club war ein irischer Fußballverein aus Dublin.

## Geschichte
Über die Gründung des Vereins ist nur bekannt, dass er genau wie der heutige Verein Shelbourne FC im Dubliner Stadtteil Ringsend gegründet wurde. Jedoch handelt es sich um zwei verschiedene Vereine. Shelbourne United wurde im Jahre 1921 Meister der Leinster Senior League. Ein Jahr später wurde der Verein in die erstklassige League of Ireland aufgenommen und wurde in der Saison 1922/23 Vierter. Ein Jahr später erreichte Shelbourne United den sechsten Platz. Am 7. September 1924, einen Tag nach dem ersten Spieltag der Saison 1924/25, zog sich der Verein aus der Liga zurück. Als Ersatz wurde der Fordsons FC in die Liga aufgenommen.
Der Verein nahm zweimal am irischen Pokalwettbewerb teil und erreichte jeweils das Viertelfinale. In der Saison 1922/23 scheiterte Shelbourne United nach einer 0:2-Niederlage im Wiederholungsspiel beim späteren Sieger Alton United, während ein Jahr später das Aus nach einer 1:2-Niederlage beim Lokalrivalen St. James’ Gate folgte. Das weitere Schicksal des Vereins ist unbekannt.

## Erfolge
- Meister der Leinster Senior League: 1921